# Chthonius globifer
Chthonius globifer är en spindeldjursart som beskrevs av Simon 1879. Chthonius globifer ingår i släktet Chthonius och familjen käkklokrypare. Inga underarter finns listade i Catalogue of Life.